# ラモナ・トリニダード・イグレシアス・ホルダン
ラモナ・トリニダード・イグレシアス＝ホルダン（Ramona Trinidad Iglesias-Jordan、1889年8月31日 - 2004年5月29日）は、2003年11月から2004年5月まで長寿世界一だった女性。
プエルトリコ中部の町、ウトゥアードに11人兄弟の長女として生まれる。兄は100歳、妹も101歳まで生きた長寿の家庭出身だった。当時あった米西戦争のことも思い出せたという。プエルトリコの学校で勉強し、初等教育のみであったが、スペイン語や英語を流暢に話すことが可能だったという。1970年代後半に銀行員の夫が亡くなり、それからおよそ25年にわたって一人暮らしをしていた。イグレシアスの死去時85歳だった養子はいたが、子供はいなかった。
2004年5月、肺炎のため同国サンフアンのリオ・ピエドラス地区で死去。114歳272日没。なおバプテスマには8月31日生と記載されているが、当時の民事記録書にはイグレシアスの誕生日が9月1日と記載されてあり、その場合生存日数は114歳271日となる。本人も1889年9月1日生まれと発言していた。